# 첩동구족

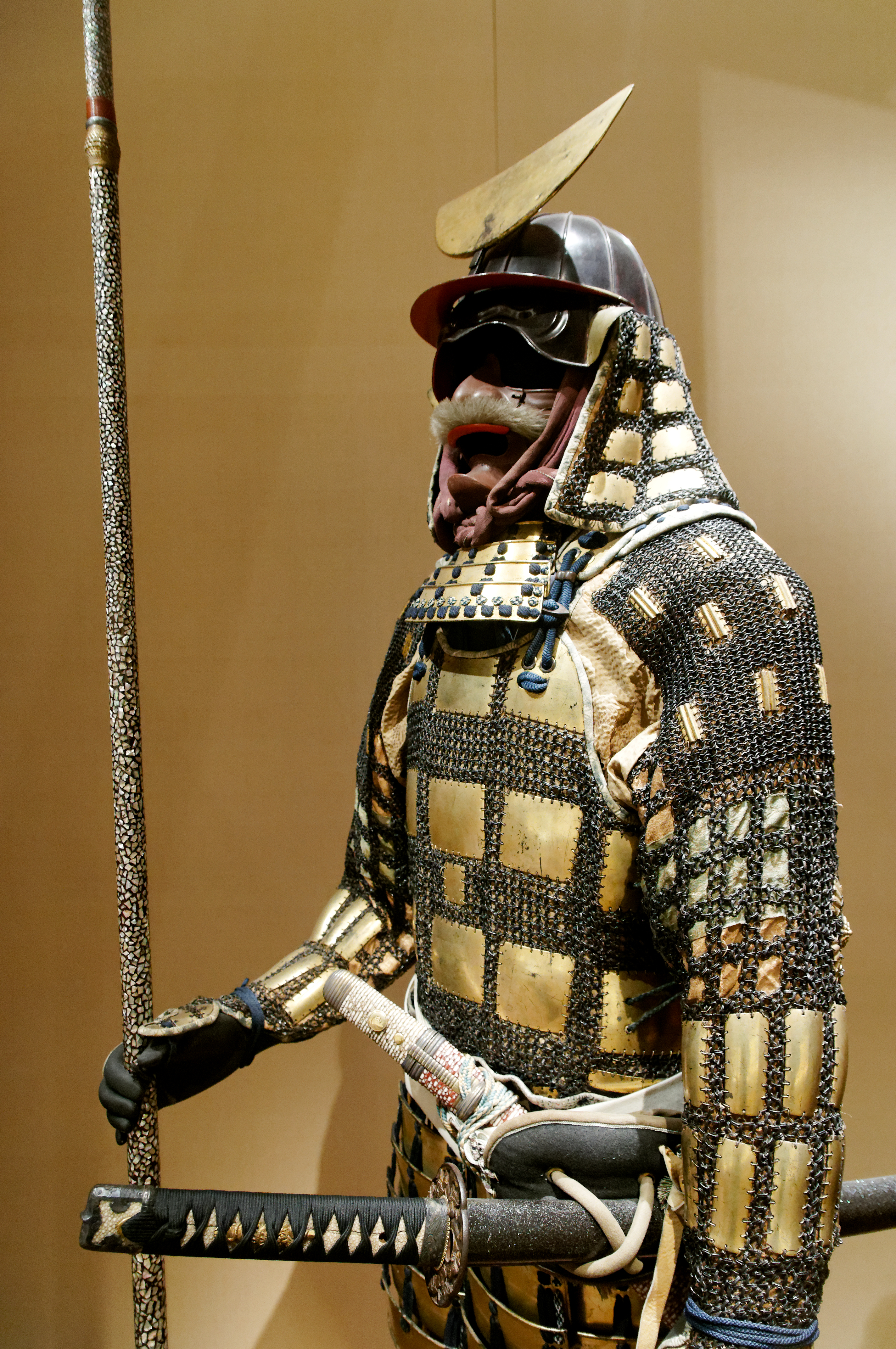
에도 시대의 첩동구족.

첩동구족(일본어: 畳胴具足 타타미도우구소쿠[*])은 일본 갑옷의 한 종류로, 경번갑의 일종이다.

## 같이 보기
- 갑옷
  - 경번갑
    - 첩동구족

  - 두정갑
    - 귀갑
- 일본의 갑옷(Japanese armour)